# Set It Out
Set It Out è un singolo di Purple Disco Machine realizzato in collaborazione con Boris Dlugosch e pubblicato il 27 maggio 2016.

## Tracce
1. Set It Out – 6:32